# Винчестерска катедрала
Винчестерска катедрала (енгл. Winchester Cathedral) је англиканска катедрала. Налази се у Винчестеру, у грофовији Хемпшир, у Енглеској. Посвећена је Светој Тројици, светим апостолима Петру и Павлу и светом Свитину. Сједиште је Винчестерске бискупије, најдужа и једна од највећих готичких катедрала у Европи.

## Историја

### Период прије норманског освајања
Прва црква на мјесту данашње катедрале изграђена је на иницијативу Кенвала, краља Весекса 642. године. Ова црква је позната као Олд Минстер. У цркви се налазило седиште бискупије и гроб светог Свитина, винчестерског бискупа. Године 901. у близини Олд Минстера је изграђена нова црква, Њу Минстер, док је Олд Минстер постао део бенедиктанског манастира. Ту су се налазили гробови краљева Весекса и Енглеске. 

### Период након норманског освајања
Након норманског освајања бискуп Валкелин је добио дозволу да изгради нову цркву у романичком стилу. Радови су започели 1079. године, а 8. априла 1093. монаси су се, на свечаности којој је присуствовала већина бискупа и опата из цијеле Енглеске, из Олд Минстера преселили у новоизграђену катедралу. Нова катедрала је наставила да буде једно од најважнијих духовних средишта у Енглеској и стјециште многобројних ходочасника. Дана 11. августа 1100. године у звонику ове цркве. који се касније срушио, сахрањен је краљ Вилијам II (син Вилијама Освајача), који је погинуо у оближњој шуми током лова.
Изградња новог звоника је започела 1108. године, а завршена 1120. Катедрала је током наредних вијекова више пута дограђивана и преуређивана, тако су 1394. реконструисани брод и трансепт, те је катедрала попримила готичке карактеристике.
У подруму катедрале се налазе три извора, чије су воде вјековима нагризале темеље катедрале, те се почетком XX вијека чинило да ће се ова грађевина срушити. Требало је предузети нешто како би се катедрала спасила, али није било технологије којом би се уметнуо потпорни материјал. Године 1906. ронилац Вилијам Вокер понудио се да помогне. Радови су почели, Вилијам се сваког дана спуштао у потопљени подрум катедрале носећи на својим рукама џакове цемента, блокове и греде. Иако су многи сумњали у његов успјех, Вилијам је након шест година рада успио је да ојача источне и јужне стране у поплављеном подруму. Рачуна се да је током шест година рада на својим рукама пренио 500 тона грађевинског материјала. Због свог подвига одликован је орденом Краљевског Викторијиног реда. Такође му је у знак захвалности постављена статуа у крипти катедрале.